# Auguste Stiévenart-Béthune
Pour les articles homonymes, voir Stievenart et Bethune.
Auguste Stiévenart-Béthune, né le 16 août 1817 à Valenciennes (Nord) et décédé le 2 janvier 1892 à Estrun (Nord), est un homme politique français.

## Biographie
Fils d'un fondateur des houillères de Douchy, il se destine à la médecine, puis entre dans l'industrie. Maire d'Estrun, conseiller général, il est député du Nord de 1864 à 1869, siégeant dans l'opposition libérale.

## Distinctions
- Chevalier de la Légion d'honneur par décret du 14 août 1868[2].

## Sources
- « Auguste Stiévenart-Béthune », dans Adolphe Robert et Gaston Cougny, Dictionnaire des parlementaires français, Edgar Bourloton, 1889-1891 [détail de l’édition]